# ریزمحفظه‌های باکتریایی
]

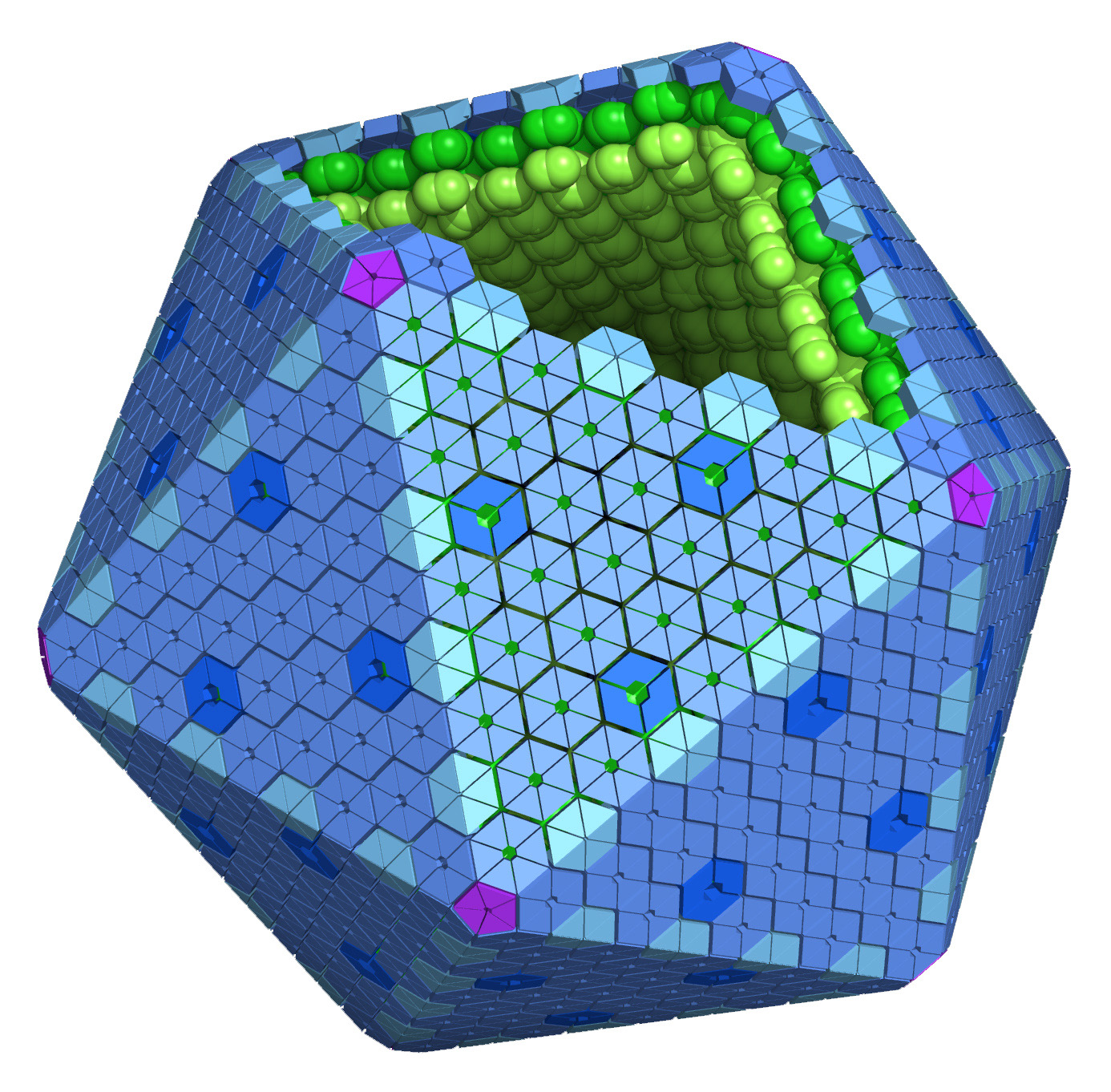
ساختار پوسته میکرو محفظه باکتریایی. اولین ساختار یک پوسته BMC، تعیین شده توسط کریستالوگرافی اشعه ایکس و میکروسکوپ کرایو الکترونی، حاوی نمایندگان هر یک از انواع پروتئین پوسته: BMC-P، BMC-H و BMC-T، در هر دو تریمر آن است. بالا سمت راست) و دایمر تریمر (پایین سمت راست)، شکل می‌دهد. [تصویر: تادییتس

ریز محفظه‌های باکتریایی (BMCs) ساختارهای اندامک مانندd هستند که در باکتری‌ها یافت می‌شوند. آنها از یک پوسته پروتئینی تشکیل شده اkد که آنزیم‌ها و سایر پروتئین‌ها را در بر می‌گیرد. BMCها معمولاً حدود ۴۰ تا ۲۰۰ نانومتر قطر دارند و تماماً از پروتئین ساخته شده‌اند. پوسته مانند یک غشاء عمل می‌کند، زیرا به‌طور انتخابی نفوذ پذیر است. سایر محفظه‌های مبتنی بر پروتئین که در باکتری‌ها و باستان‌ها یافت می‌شوند شامل نانو محفظه‌های کپسولین و وزیکول‌های گازی هستند.
اولین BMCها در دهه ۱۹۵۰ در میکروگراف‌های الکترونی سیانوباکتری‌ها مشاهده شدند، و بعداً به دلیل نقش آنها در تثبیت کربن، کربوکسیزوم نامیده شدند. تا دهه ۱۹۹۰ تصور می‌شد که کربوکسیزوم‌ها یک چیز عجیب و غریب محدود به برخی از باکتری‌های اتو تروف هستند. اما سپس ژن‌های کدکننده پروتئین‌های همولوگ با پوسته کربوکسیزومی در اپرون‌های pdu (استفاده از پروپاندیول) و eut (استفاده از اتانول آمین) شناسایی شدند. متعاقباً، میکروگراف‌های الکترونی عبوری سلول‌های سالمونلا رشد کرده روی پروپاندیول یا اتانول آمین حضور اجسام چند وجهی مشابه کربوکسیزوم‌ها را نشان دادند. اصطلاح متابولوزوم برای اشاره به چنین BMCهای کاتابولیک (بر خلاف کربوکسیزوم اتوتروف) استفاده می‌شود.
اگرچه BMCهای کربوکسیزوم، پروپاندیول استفاده‌کننده (PDU) و اتانول آمین استفاده‌کننده (EUT) آنزیم‌های مختلفی را در خود محصور می‌کنند و بنابراین عملکردهای متفاوتی دارند، ژن‌های کد کننده پروتئین‌های پوسته بسیار مشابه هستند. بیشتر ژن‌ها (کد کننده پروتئین‌های پوسته و آنزیم‌های محصور شده) از BMCهای مشخص شده تجربی در نزدیکی یکدیگر در مکان‌های ژنتیکی یا اپرون‌های مجزا قرار دارند. در حال حاضر بیش از ۲۰۰۰۰ ژنوم باکتری توالی یابی شده‌اند و روش‌های بیوانفورماتیک را می‌توان برای یافتن تمام ژن‌های پوسته BMC و بررسی ژن‌های دیگر در مجاورت آن استفاده کرد و فهرستی از BMCهای بالقوه را تولید کرد. در سال ۲۰۱۴، یک بررسی جامع، ۲۳ مکان مختلف را شناسایی کرد که حداکثر 10 BMC از نظر عملکردی متمایز را در ۲۳ فیلا باکتریایی کد می‌کنند. در سال ۲۰۲۱، در تجزیه و تحلیل بیش از ۴۰۰۰۰ توالی پروتئین پوسته، نشان داده شد که حداقل ۴۵ فیلا دارای اعضایی هستند که BMCها را رمزگذاری می‌کنند، و تعداد انواع و زیرگروه‌های عملکردی به ۶۸ افزایش یافته‌است نقش BMCها در میکروبیوم انسان نیز مشخص می‌شود.

## پوسته‌ها

### خانواده‌های پروتئینی که پوسته را تشکیل می‌دهند
پوسته BMC به صورت ایکو وجهی یا شبه ایکو وجهی به نظر می‌رسد و توسط زیر واحدهای پروتئین هگزامری و پنتامری (شبه) تشکیل می‌شود. ساختار پوسته‌های دست نخورده برای سه عملکرد متفاوت تعیین شده‌است: انواع BMC، کربوکسیزوم‌ها، اندامک‌های GRM2 درگیر در کاتابولیسم کولین و متابولوزوم با عملکرد ناشناخته. در مجموع، این ساختارها نشان دادند که اصول اساسی مونتاژ پوسته به‌طور جهانی در بین BMCهای عملکردی متمایز حفظ می‌شود.

## خانواده پروتئین پوسته BMC
اجزای اصلی پوسته BMC پروتئین‌های حاوی دامنه (های) Pfam00936 هستند. این پروتئین‌ها الیگومرهایی را تشکیل می‌دهند که به شکل شش ضلعی هستند و وجوه پوسته را تشکیل می‌دهند.

### پروتئین‌های تک دامنه (BMC-H)
پروتئین‌های BMC-H که حاوی یک کپی از دامنه Pfam00936 هستند، فراوان‌ترین جزء وجوه پوسته هستند. ساختارهای کریستالی تعدادی از این پروتئین‌ها مشخص شده‌است، که نشان می‌دهد آنها به صورت هگزامرهای حلقوی، معمولاً با یک منفذ کوچک در مرکز، جمع می‌شوند. پیشنهاد شده‌است که این دهانه در انتقال انتخابی متابولیت‌های کوچک در سراسر پوسته نقش داشته باشد. اکثر BMCها حاوی چندین نوع متمایز از پروتئین‌های BMC-H (پارالوگ‌ها) هستند که با هم ترکیب می‌شوند تا وجه‌ها را تشکیل دهند، که احتمالاً بازتاب دهنده طیف متابولیت‌هایی است که باید وارد پوسته شوند و از آن خارج شوند.

### پروتئین‌های دامنه پشت سر هم (BMC-T)
زیر مجموعه‌ای از پروتئین‌های پوسته از کپی‌های پشت سر هم (ذوب شده) از دامنه Pfam00936 (پروتئین‌های BMC-T) تشکیل شده‌اند، این رویداد تکاملی در آزمایشگاه با ساخت یک پروتئین مصنوعی BMC-T بازآفرینی شده‌است. پروتئین‌های BMC-T که از نظر ساختاری مشخص می‌شوند، تریمرهایی را تشکیل می‌دهند که شکل شبه هگزامری دارند. برخی از ساختارهای کریستالی BMC-T نشان می‌دهند که تریمرها می‌توانند به صورت رو در رو روی هم چیده شوند. در چنین ساختارهایی، یک منفذ از یک تریمر در یک ترکیب «باز» است، در حالی که دیگری بسته‌است - که نشان می‌دهد ممکن است مکانیزمی شبیه قفل هوا وجود داشته باشد که نفو پذیری برخی از پوسته‌های BMC را تعدیل می‌کند. به نظر می‌رسد این دروازه در سراسر سطح پوسته هماهنگ است. زیرمجموعه دیگری از پروتئین‌های BMC-T حاوی یک خوشه [4Fe-4S] است و ممکن است در انتقال الکترون در پوسته BMC نقش داشته باشد. مراکز فلزی نیز به پروتئین‌های BMC-T برای هدایت الکترون‌ها مهندسی شده‌اند.

### خانواده EutN/CcmL (BMC-P)
دوازده واحد پنج ضلعی برای درپوش رئوس یک پوسته ایکو وجهی لازم است. ساختارهای کریستالی پروتئین‌های خانواده EutN/CcmL (Pfam03319) حل شده‌اند و معمولاً پنتامرها (BMC-P) را تشکیل می‌دهند. به نظر می‌رسد اهمیت پروتئین‌های BMC-P در تشکیل پوسته در بین BMCهای مختلف متفاوت است. نشان داده شد که آنها برای تشکیل پوسته PDU BMC ضروری هستند زیرا جهش‌هایی که در آن ژن پروتئین BMC-P حذف شده‌است، نمی‌تواند پوسته تشکیل دهد، اما نه برای آلفا کربوکسیزوم: بدون BMC-P. پروتئین‌ها، کربوکسی‌زم‌ها همچنان جمع می‌شوند و بسیاری از آنها کشیده می‌شوند. این کربوکسیزوم‌های جهش یافته به نظر می‌رسد «نشتی».

## تکامل BMCs و ارتباط با کپسیدهای ویروسی
در حالی که پوسته BMC از نظر معماری شبیه به بسیاری از کپسیدهای ویروسی است، پروتئین‌های پوسته هیچ گونه تشابه ساختاری یا توالی با پروتئین‌های کپسیدی ندارند. در عوض، مقایسه‌های ساختاری و توالی نشان می‌دهد که هر دو BMC-H (و BMC-T) و BMC-P، به احتمال زیاد، به ترتیب از پروتئین‌های سلولی واقعی، یعنی پروتئین سیگنال دهنده PII و پروتئین حاوی دامنه OB-fold تکامل یافته‌اند.

## . نفوذپذیری پوسته
به خوبی ثابت شده‌است که آنزیم‌ها در پوسته BMC بسته‌بندی شده‌اند و درجاتی از جداسازی متابولیت و کوفاکتور باید رخ دهد. با این حال، سایر متابولیت‌ها و کوفاکتورها نیز باید اجازه داشته باشند که از پوسته عبور کنند تا BMCها عمل کنند. به عنوان مثال، در کربوکسیزوم‌ها، ریبولوز-۱٬۵-بیس فسفات، بی کربنات و فسفوگلیسرات باید از پوسته عبور کنند، در حالی که انتشار دی‌اکسید کربن و اکسیژن ظاهراً محدود است. به‌طور مشابه، برای PDU BMC، پوسته باید نسبت به پروپاندیول، پروپانول، پروپیونیل فسفات و به‌طور بالقوه ویتامین B12 نفوذپذیر باشد، اما واضح است که پروپیالدئید به نحوی برای جلوگیری از آسیب سلولی جدا می‌شود. شواهدی وجود دارد مبنی بر اینکه ATP باید از پوسته‌های BMC نیز عبور کند.
پیشنهاد شده‌است که منافذ مرکزی تشکیل شده در کاشی‌های پروتئینی شش ضلعی پوسته، مجاری هستند که از طریق آن متابولیت‌ها به داخل پوسته پخش می‌شوند. به عنوان مثال، منافذ در پوسته کربوکسی زوم دارای بار مثبت کلی هستند، که برای جذب بسترهای دارای بار منفی مانند بی کربنات پیشنهاد شده‌است. در ریز محفظه PDU، آزمایش‌های جهش زایی نشان داده‌اند که منافذ پروتئین پوسته PduA مسیر ورود به بستر پروپاندیول است. برای متابولیت‌های بزرگتر، یک مکانیسم دروازه ای در برخی از پروتئین‌های BMC-T آشکار است. در ریز محفظه EUT، دریچه منافذ بزرگ در پروتئین پوسته EutL با حضور سوبسترای متابولیک اصلی، اتانول آمین تنظیم می‌شود.
وجود خوشه‌های آهن-گوگرد در برخی از پروتئین‌های پوسته، احتمالاً در منافذ مرکزی، به این پیشنهاد منجر شده‌است که آنها می‌توانند به عنوان مجرای عمل کنند که از طریق آن الکترون‌ها می‌توانند در سراسر پوسته جابجا شوند.
1. ↑  Sutter, Markus; Greber, Basil; Aussignargues, Clement; Kerfeld, Cheryl A. (2017-06-23). "Assembly principles and structure of a 6.5-MDa bacterial microcompartment shell". Science (به انگلیسی). 356 (6344): 1293–1297. Bibcode:2017Sci...356.1293S. doi:10.1126/science.aan3289. PMC 5873307. PMID 28642439.
2. 1 2 3 4  Sutter, Markus; Melnicki, Matthew R.; Schulz, Frederik; Woyke, Tanja; Kerfeld, Cheryl A. (December 2021). "A catalog of the diversity and ubiquity of bacterial microcompartments". Nature Communications (به انگلیسی). 12 (1): 3809. Bibcode:2021NatCo..12.3809S. doi:10.1038/s41467-021-24126-4. ISSN 2041-1723. PMC 8217296. PMID 34155212.
3. ↑  Heinhorst, Sabine; Cannon, Gordon C. (2020),  Jendrossek, Dieter (ed.), "Bacterial Microcompartments", Bacterial Organelles and Organelle-like Inclusions (به انگلیسی), Cham: Springer International Publishing, 34: 125–147, doi:10.1007/978-3-030-60173-7_6, ISBN 978-3-030-60172-0, retrieved 2021-09-17
4. ↑  Kennedy, Nolan W; Mills, Carolyn E; Nichols, Taylor M; Abrahamson, Charlotte H; Tullman-Ercek, Danielle (October 2021). "Bacterial microcompartments: tiny organelles with big potential". Current Opinion in Microbiology (به انگلیسی). 63: 36–42. doi:10.1016/j.mib.2021.05.010. PMID 34126434.
5. ↑  Axen, Seth D.; Erbilgin, Onur; Kerfeld, Cheryl A. (2014-10-23).  Tanaka, Mark M. (ed.). "A Taxonomy of Bacterial Microcompartment Loci Constructed by a Novel Scoring Method". PLOS Computational Biology (به انگلیسی). 10 (10): e1003898. Bibcode:2014PLSCB..10E3898A. doi:10.1371/journal.pcbi.1003898. ISSN 1553-7358. PMC 4207490. PMID 25340524.
6. ↑  Asija, Kunica; Sutter, Markus; Kerfeld, Cheryl A. (2021-05-13). "A Survey of Bacterial Microcompartment Distribution in the Human Microbiome". Frontiers in Microbiology. 12: 669024. doi:10.3389/fmicb.2021.669024. ISSN 1664-302X. PMC 8156839. PMID 34054778.
7. 1 2 3 4  Melnicki, Matthew R.; Sutter, Markus; Kerfeld, Cheryl A. (October 2021). "Evolutionary relationships among shell proteins of carboxysomes and metabolosomes". Current Opinion in Microbiology (به انگلیسی). 63: 1–9. doi:10.1016/j.mib.2021.05.011. PMC 8525121. PMID 34098411.
8. ↑  Sutter, M.; Laughlin, T.G.; Davies, K.M.; Kerfeld, C.A. (2019-09-25). "Structure of a synthetic beta-carboxysome shell, T=4". Plant Physiology. 181 (3): 1050–1058. doi:10.2210/pdb6owg/pdb. PMC 6836842. PMID 31501298. Retrieved 2021-09-17.
9. ↑  Kalnins, Gints; Cesle, Eva-Emilija; Jansons, Juris; Liepins, Janis; Filimonenko, Anatolij; Tars, Kaspars (December 2020). "Encapsulation mechanisms and structural studies of GRM2 bacterial microcompartment particles". Nature Communications (به انگلیسی). 11 (1): 388. Bibcode:2020NatCo..11..388K. doi:10.1038/s41467-019-14205-y. ISSN 2041-1723. PMC 6971018. PMID 31959751.
10. 1 2  Greber, Basil J.; Sutter, Markus; Kerfeld, Cheryl A. (May 2019). "The Plasticity of Molecular Interactions Governs Bacterial Microcompartment Shell Assembly". Structure. 27 (5): 749–763.e4. doi:10.1016/j.str.2019.01.017. ISSN 0969-2126. PMC 6506404. PMID 30833088.
11. ↑  Sutter, Markus; McGuire, Sean; Ferlez, Bryan; Kerfeld, Cheryl A. (2019-03-22). "Structural Characterization of a Synthetic Tandem-Domain Bacterial Microcompartment Shell Protein Capable of Forming Icosahedral Shell Assemblies". ACS Synthetic Biology. 8 (4): 668–674. doi:10.1021/acssynbio.9b00011. ISSN 2161-5063. PMC 6884138. PMID 30901520.
12. ↑  Aussignargues, Clément; Pandelia, Maria-Eirini; Sutter, Markus; Plegaria, Jefferson S.; Zarzycki, Jan; Turmo, Aiko; Huang, Jingcheng; Ducat, Daniel C.; Hegg, Eric L. (2016-01-11). "Structure and Function of a Bacterial Microcompartment Shell Protein Engineered to Bind a [4Fe-4S] Cluster". Journal of the American Chemical Society. 138 (16): 5262–5270. doi:10.1021/jacs.5b11734. ISSN 0002-7863. OSTI 1713208. PMID 26704697.
13. ↑  Plegaria, Jefferson S.; Yates, Matthew D.; Glaven, Sarah M.; Kerfeld, Cheryl A. (2019-12-23). "Redox Characterization of Electrode-Immobilized Bacterial Microcompartment Shell Proteins Engineered To Bind Metal Centers". ACS Applied Bio Materials. 3 (1): 685–692. doi:10.1021/acsabm.9b01023. ISSN 2576-6422. PMID 35019413.
14. ↑  Krupovic, M; Koonin, EV (13 November 2017). "Cellular origin of the viral capsid-like bacterial microcompartments". Biology Direct. 12 (1): 25. doi:10.1186/s13062-017-0197-y. PMC 5683377. PMID 29132422.